# サンディエゴ戦車暴走事件

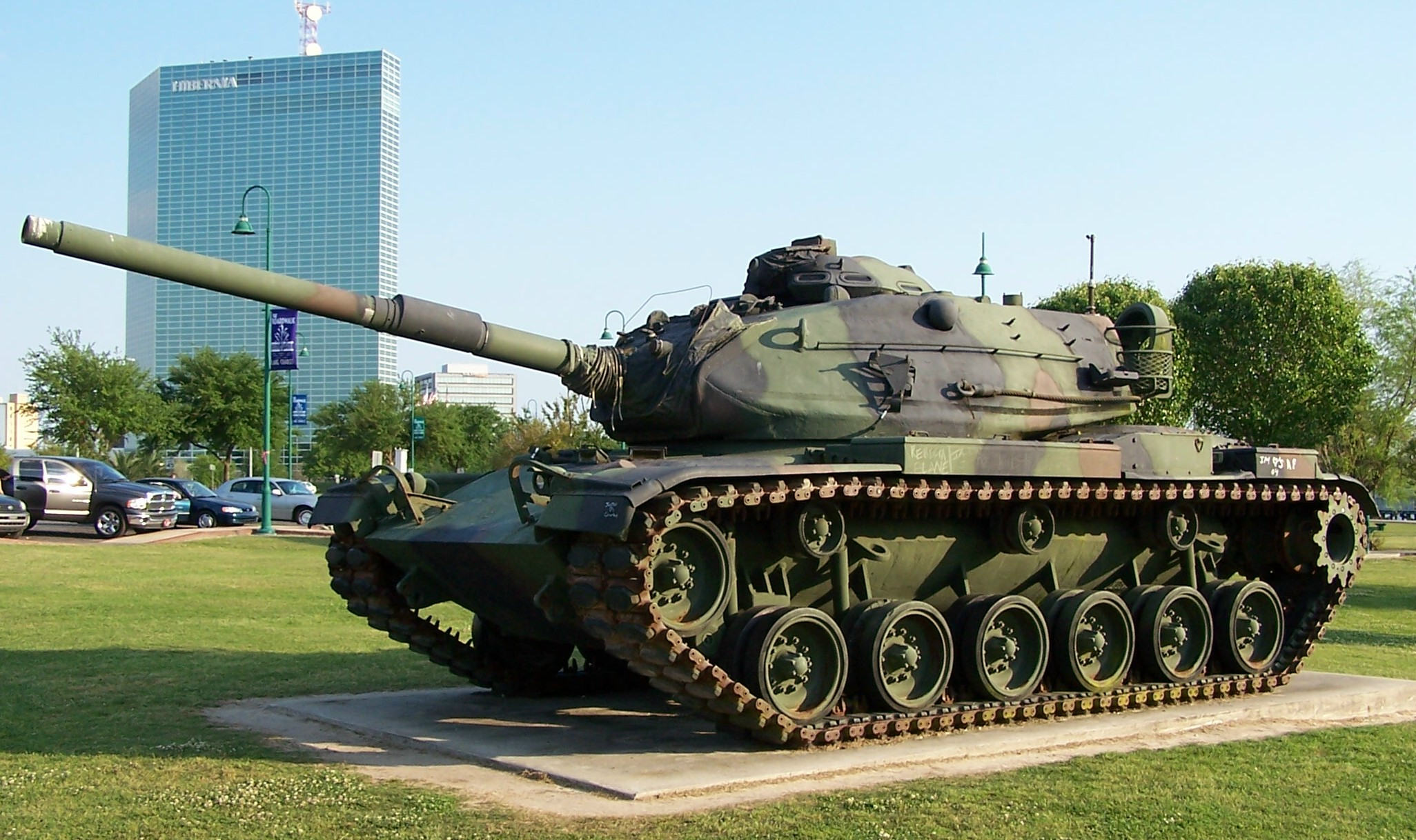
事件に使用されたのと同型のM60戦車

サンディエゴ戦車暴走事件（サンディエゴせんしゃぼうそうじけん）は、35歳のアメリカ陸軍退役軍人で、失業中の配管工であったショーン・ティモシー・ネルソン（Shawn Timothy Nelson、1959年8月21日 - 1995年5月17日）が、メタンフェタミンの影響を受けて1995年5月17日、カリフォルニア州サンディエゴのアメリカ合衆国州兵兵器庫からM60パットン戦車を盗み出して暴走し、警察に射殺されるまで、車・消火栓・信号・キャンピングカーなどに対して、破壊の限りを尽くした事件。

## 事件の発端
ネルソンは1990年に、オートバイ事故で首と背中を負傷し入院した。彼は病院に対し過失、脅迫、暴行、不法監禁を理由として1,600万米ドルの賠償を求める訴訟を起こした。上級司法裁判所判事は訴訟を却下し、逆に病院側は医療費と法的出費6,640ドルを要求する訴訟を起こした。ネルソンは、彼の同意していない治療を強制されたと主張した。
1991年、6年間連れ添った妻と離婚し、ガンで両親を喪った後、ネルソンは自分を抑えることができなくなり始めた。彼の兄弟のスコットによると、ショーンは1993年から薬物を濫用し始め、彼の人生は深刻な変化を見せたという。隣人はネルソンとルームメイトが大声で口論しているのを聞いては、幾度も警察を呼んだ。時間が経つとネルソンは非常に奇矯な行動を示し始めた。特に顕著だったのは、裏庭に深さ15フィート（約4.6m）の穴を掘り、金やその他の鉱物を掘り当てようとした行為であった。1995年2月、裏庭は自分の私有財産なので必要がなかったにもかかわらず、彼は郡に裏庭の岩盤を採掘する計画書を提出した。ネルソンの釣り仲間カーソン・ホニングスは、この採掘という奇妙な、しかし、強迫観念的ではない「新しい趣味」について言及している。同年4月、彼は市に対して合計200万ドルになる2つの損害請求を起こした。そのうちの一つは警察の怠慢に対して、もう一つは不法逮捕に対してであった。
ネルソンが首と背中に抱えた問題に加え、トラックから配管工具が盗まれてしまったため、彼の仕事は事実上休業状態だった。収入が無く、公共サービスがカットされ、家屋は差押えられた。1995年4月、同居していたガールフレンドが死亡した。彼は痛みを解消するためにメタンフェタミンを使用し、うつ状態からアルコールに溺れた。スコットはショーンについて「私の兄弟は良い男でした。誰にでも救いの手を差し伸べたが、彼は自分を救うことができなかった。」と語った。

## 戦車暴走
サンディエゴ警察によれば、戦車を暴走させる前週にネルソンは友人に自殺を考えていることを告げ、次の週末にはオクラホマシティ連邦政府ビル爆破事件に触れ、「オクラホマは見事なものだった」と話したという。ネルソンが破壊行為を容認していたのか、単にドラマのように楽しんだという意味であったのかは定かでない。警察は、ネルソンが爆破事件やテロリストグループに関係しているとは全く考えていなかった。
1995年5月17日水曜日の夕暮れ時、ネルソンはカーニーメサ（Kearny Mesa）の州兵兵器庫に向けてシボレーのバンを走らせた。車両通行区に通じるゲートは通常午後5時以降はロックされるが、兵器庫の従業員は遅くまで働いていて、ゲートが開いたままであった。車両通行区は完全に人通りが絶えていた。ネルソンは戦車のハッチをこじ開けるのにバールを使用したと思われる。彼が侵入した最初の戦車は動かず、2台目も動かなかった。ネルソンが3台目の戦車に乗った時、近づいてきた州兵についに気付かれたが、ネルソンはなんとか戦車を発進させることができた。州兵がこれを制止することは不可能で、電話で警察を呼んだ。幸いなことに、弾薬は別の建物に保管されていたため、使用可能な火器は戦車には搭載されていない状態であった。
ネルソンは、サンディエゴ郊外のクレアモントの通りを23分間テレビ放送されながら警察に追跡された。戦車は、最高時速45マイル（約72km）であり、追跡はそれに合わせ減速気味に行われたが、それでも少なからず危険であった。57トンの重量があるM60戦車は、容易く停車中の車、消火栓、道路標識や信号を破壊して進み、停車中のバンを粉砕し、そのままバンもろとも真っ直ぐ前方のキャンピングカーに突っ込んでいった。彼は橋脚に戦車を激突させて橋を破壊しようとさえしたが、初めの数撃で失敗し断念した。
その後、ネルソンが州道163号線のコンクリートの中央分離帯を強引に越えて対向車線に侵入しようとしたが、戦車は分離帯を壊して止まった。そして、4人の警官が戦車の上に登り、サンディエゴ警察のポール・パクストン巡査（当時、地元海兵隊・第4戦車大隊のアルファ中隊・予備役の一等軍曹だった）がハッチを開くことに成功し、ボルトカッターを使って砲塔に侵入した。警官は、ネルソンに投降するよう命じたが、彼は何も言わず、戦車を前後に揺らし始めた。パクストン巡査の同僚リチャード・ピナーは、ネルソンを射殺した。

### 警察の対応
警察がネルソンを殺す必要があったのかという疑問が投げかけられた。スコット・ネルソン自身は、兄弟が撃たれた時、警察は為すべき仕事をしたのだと言った。警察署長トム・ホールは、もしネルソンが反対側の車線に出ていたら、彼が「あの瞬間通行していた35台は下らない車両を破壊することができた」と語った。また、警察は、催涙ガスのような非殺傷手段が使われた場合、戦車でなくネルソンを制止する可能性があり、戦車が催涙ガスを充満させたまま動き続けた場合、警官が戦車に侵入することができないと判断した。見逃されがちなのは、戦車が中央分離帯で足止めされていた時、戦車のキャタピラの1つが外れたということである。これは、「キャタピラを放り投げる」と呼ばれ、何が戦車に起きたか正確に表現した言葉である。緊急事態で連絡を受けたあらゆる軍当局者はキャタピラが「放り投げられた」時点で戦車が完全に静止したことをすぐに理解した。警察の対応と行動を記録したビデオは、戦車から外れ、地面に落ちているキャタピラを鮮明に写しており、更なる暴走の危険がなかったことを示している。

### 報道
地元VHF局のKGTV（10チャンネル）は、実況と11時のニュースで、警察によって上半身裸で血まみれのネルソンが戦車から引き摺り出される場面を放送した（スコット・ネルソンはこの映像で、戦車を暴走させていたのが自分の兄弟であったことを理解した）。KGTVは、この場面を放送することを決定した唯一の局であった。一部の人々のKGTVがそのような映像を流す必要があったのかという疑問に対し、KGTVの当時のニュースディレクター、ジェフ・クロッツマンはこう語っている「我々はこれが物語の重要な部分であると思いました。我々はオンエア前の3回異なる時間に、視聴者に対してきわどい映像である旨を警告しました。実際にその通りだったわけです。」同じ地元のテレビ局KUSI-TV（51チャンネル）のニュースディレクター、ディック・チューニンガは（彼自身のニュース番組は場面を放送しない決定をしたが）、クロッツマンの英断を支持した。民間人が撮影した映像もよく使用されており、救護隊員と警官がストレッチャーに乗せられた上半身裸のネルソンを救急車へ運ぶ映像では、1人の救護隊員が彼の頭部を帯革などの保護器材でカバーして血漿バッグを掲げながら、胸には包帯が巻かれており、この状態で救急車に乗せられている。

### 兵器庫の警備態勢
特に同年4月19日のオクラホマシティ連邦政府ビル爆破事件の後だっただけに、ネルソンが戦車を盗んだ州兵兵器庫の当事者は、警備上の重大な過失であると非難された。車両が多く行き来する無防備に開いたゲートに加え、敷地を囲んでいるフェンスは一部で有刺鉄線が破損していた。兵器庫の近くの居住者は、たとえ、ゲートがロックされていたとしても、ネルソンは有刺鉄線が破損した箇所からあっさりとフェンスを登ることができたと主張した。兵器庫担当者は、ごく少数の人間だけが車両の鍵を与えられており、車両は到達するのが困難なフェンスから遠く離れた位置に保管されていて、ある程度の知識をもつ限られた人間だけが戦車を操作し、あまつさえ発進させることができるものと考えられており、このような事件が起こる事を予知する術（すべ）は無かったと語った。ネルソンによる戦車の窃盗の後、カーニーメサ兵器庫の防護は強化された。

## 余波
- 事件に基づいた『Cul de Sac: A Suburban War Story（直訳：袋小路/郊外の戦争物語）』というドキュメンタリー映画が製作された[3]。
- ネルソンは、ロックミュージシャンのモジョ・ニクソン（Mojo Nixon）が1999年に発表したアルバム『The Real Sock Ray Blue』の1曲「Tankman Blues」で追悼された。